# Androniscus paolettii
Androniscus paolettii är en kräftdjursart som beskrevs av S. Caruso 1972. Androniscus paolettii ingår i släktet Androniscus och familjen Trichoniscidae. Inga underarter finns listade i Catalogue of Life.